# Rumskulla distrikt
Rumskulla distrikt är ett distrikt i Vimmerby kommun och Kalmar län. 
Distriktet ligger i västra delen av kommunen. 

## Tidigare administrativ tillhörighet
Distriktet inrättades 2016 och utgörs av socknen Rumskulla i Vimmerby kommun.
Området motsvarar den omfattning Rumskulla församling hade vid årsskiftet 1999/2000.